# 108140 Алір
108140 Алір (2001 HO, 2005 EH71, 108140 Alir) — астероїд головного поясу.
Тіссеранів параметр щодо Юпітера — 3,365.